# Minas de Santa Quiteria
Minas de Santa Quiteria es una entidad de ámbito territorial inferior al municipio española de la provincia de Toledo, en las Tierras de Talavera, subcomarca de La Jara en la comunidad de Castilla-La Mancha y perteneciente al Ayuntamiento de Sevilleja de la Jara. En el año 2012 tenía una población de 113 habitantes, que habían bajado a 75 en el año 2021.

## Toponimia
Esta población fue antiguamente denominada Cordobilla. Probablemente los romanos ya explotaron en esta zona minas de plomo. La explotación de una mina de plomo en las cercanías de la vieja aldea denominada La Cordobilla, dio lugar al nombre de Mina de Santa Quiteria.

## Historia
En el ámbito natural, se menciona en el Libro de la Montería de Alfonso XI, algunos parajes de interés para la práctica de la caza mayor, como el Portezuelo, al norte del término; la sierra de Benamira (hoy de Altamira); Cordobesa, la garganta y el río San Martín; el rincón de Estena. De estos lugares, unos eran buenos para cazar osos y jabalíes, esto es, para situar las armadas, y otros para desde ellos, dar las vocerías u ojeos.
Aparte de la caza, del corte de leñas, del carbonero, se instalan posadas de colmenas que son como las más primitiva manera de explotar estas tierras en el Medievo. El colmenero fue el héroe de la colonización en estas tierras agrestes de La Jara. Hay algún topónimo referido a ellos: Colmenar, la Posada de Huso, la Posada de Río Frío. 
En los inicios del siglo XVI, la vida en estos pueblos es sosegada y los caseríos han pasado la crisis motivada pro el bandolerismo de los golfines y las rapiñas de los feudales laicos, entrando en una época de paz y consolidación. 
En la actualidad Minas de Santa Quiteria, sufre una gran despoblación debido a que la mayoría de sus habitantes se han trasladado a Talavera de la Reina o Madrid. El turismo rural, la cercanía al Parque nacional de Cabañeros además de la caza, son la esperanza para mantener habitada esta EATIM.

## Monumentos
- Iglesia de La Mina de Santa Quiteria:

En honor a la virgen y mártir Santa Quiteria construida en el siglo XVIII Se trata de una obra de cuarcita y pizarra y se 
localiza en la parte alta, dominando la población. El templo es humilde cual corresponde al pobre caserío tiene forma de paralelogramo 
con nave única que mide 18 por 8 m; el presbiterio 3,50 por 7 m., está separado por un arco muy abierto. 
El altar mayor es de 
obra, con una hornacina para la santa y dos laterales en donde se ven las imágenes de Sta. Rita y San Ignacio. En la fachada sur se abre una puerta y dos ventanas; el ábside, en la fachada oriental, es cuadrado y el resto de la fachada está rodeado por el camposanto. Una pequeña torre de campanas, rematada por un tejadillo a cuatro aguas, completa este modesto conjunto eclesial.

## Fiestas
- 25 de mayo: fiestas en honor a Santa Quiteria.